# Bérangère Sapowicz
Bérangère Sapowicz, född 6 februari 1983 i Verneuil-sur-Avre i Frankrike, är en fransk före detta fotbollsmålvakt. Hon spelade större delen av sin karriär i klubben Paris Saint-Germain.
Hon ingick i Frankrikes trupp i VM i Tyskland år 2011.